# Jorge Pacheco
Jorge Germán Pacheco (Montevideo, 26 ottobre 1889 – 1º marzo 1957) è stato un calciatore e allenatore di calcio uruguaiano, di ruolo centrocampista.

## Carriera

### Club
Giocò sempre per club uruguaiani.

### Nazionale
Con la maglia della Nazionale trionfò a livello continentale nel 1916 e 1917, nella prima occasione vestendo anche i panni di CT.

## Palmarès

### Club

#### Competizioni nazionali
- Tie Cup: 1

Peñarol: 1916

### Nazionale
- Campeonato Sudamericano de Football: 2

Argentina 1916, Uruguay 1917